# 拉萨罗·布鲁松
拉萨罗·布鲁松（Lázaro Bruzón，1982年5月2日—），古巴国际象棋棋手，出生于奥尔金。
布鲁松是前国际象棋世界青年冠军，并曾两度获得美洲国象冠军、两度获得伊比利亚美洲国象冠军、五度获得古巴全国冠军。他还曾于2000年、2002年、2004年、2006年、2008年、2010年、2012年、2014年作为古巴国家队成员参加了国际象棋奥林匹克。